# LIGO
LIGO (Laser Interferometer Gravitational-Wave Observatory) je vědecké zařízení v USA, které 14. září 2015 jako první přímo detekovalo gravitační vlny. Bylo postaveno v roce 2002. Pracuje na principu porovnávání dvou identických laserových paprsků v interferometru. Jeho vylepšená verze dokončená v roce 2015 je označována jako aLIGO (Advanced LIGO).

## Charakteristika
Projekt LIGO sestává ze dvou stejných detektorů nacházejících se v amerických státech Washington a Louisiana. Jejich velká vzdálenost (3 000 km) zabraňuje tomu, aby byly rušeny stejným šumem okolí, například zemětřesením.

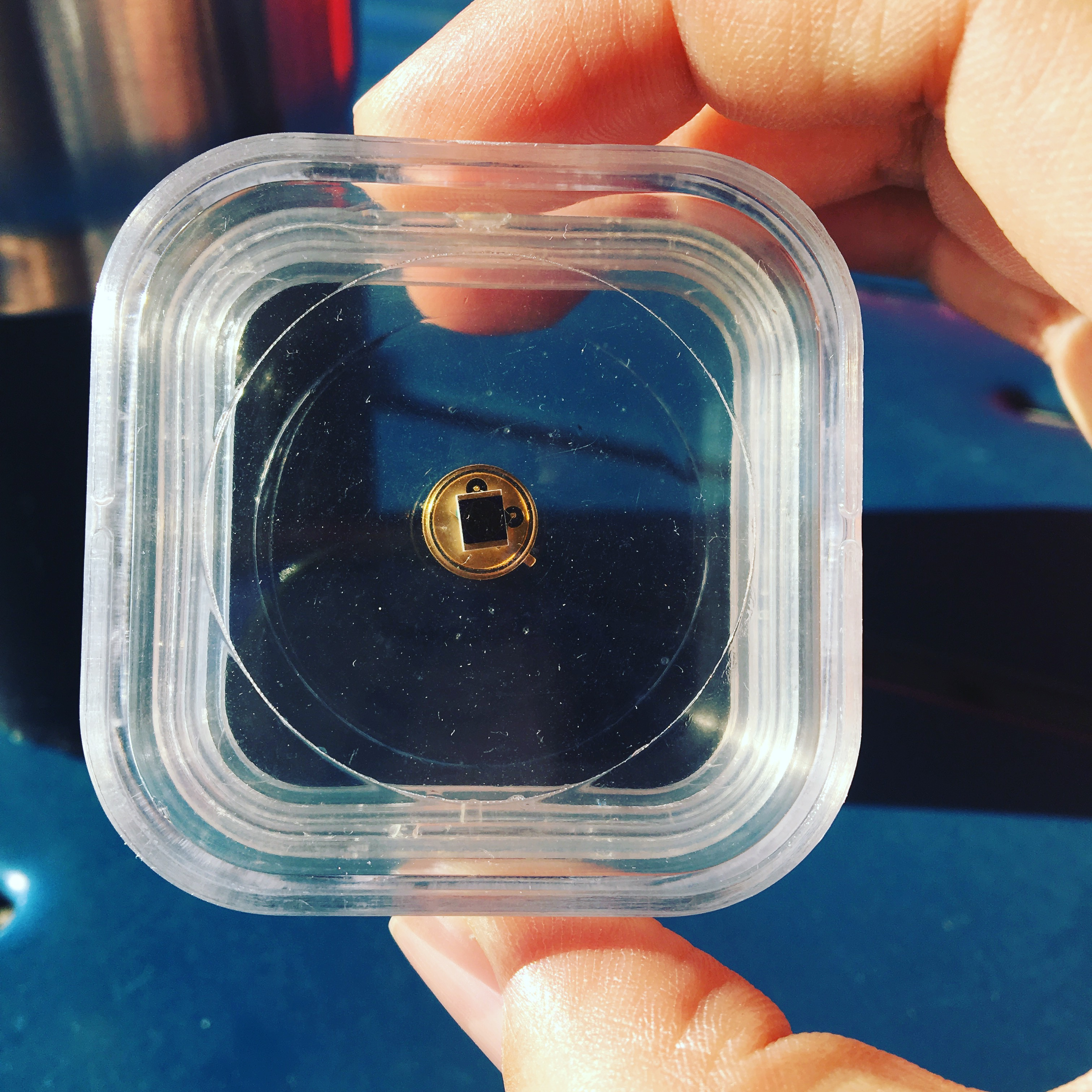
Dioda, která zaznamenala první gravitační vlny

Každý detektor je tvořen dvěma rameny o délce 4 km svírajícími pravý úhel. V nich jsou ve vakuu vyslány dva identické laserové paprsky, které se na konci ramen odrazí od zrcadel a v místě styku se v interferometru porovnají. V nerušeném prostoru by měly být jejich dráhy ideálně stejné a paprsky by tedy měly dorazit ve stejné fázi. Pokud však zařízením projde gravitační vlna, délky ramen se nepatrně změní a paprsky se potkají fázově posunuté. Výsledný paprsek by tak měl mít jinou intenzitu než ve stavu bez gravitačních vln.
Zařízení je po modernizaci schopné změřit změnu vzdáleností s přesností 10−18 metru (tedy přibližně tisíckrát menší, než je velikost protonu nebo neutronu). Aby bylo možné detekovat gravitační vlny, musí být zařízení schopno eliminovat rušení, která mohou způsobovat mnohem větší změny rozměrů jednotlivých ramen, především různé otřesy a vibrace.

Zjednodušené schéma zařízení

Na výzkumu pomocí detektoru LIGO spolupracují vědci z mnoha univerzit jako MIT nebo Caltech. Projekt financovala nadace National Science Foundation. Byl vybudován za sumu 620 milionů amerických dolarů, čímž se jedná o nejnákladnější projekt této nadace.

## Pozorování

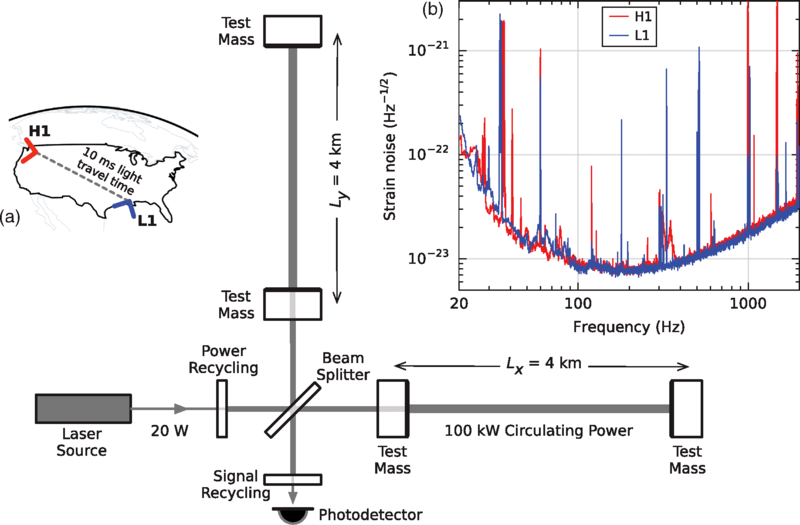
Schematické znázornění detektoru a záznamu měření

Během pozorování v letech 2002 až 2010 nebylo prokázáno, že by byly gravitační vlny detekovány. Poté byly detektory nahrazeny vylepšenými, třikrát citlivějšími (vyměněny byly lasery i zrcadla).. Zařízení bylo pod označením Advanced LIGO spuštěno v září 2015. Přibližně do roku 2021 by se měla citlivost přístroje zvýšit ještě o jeden řád a měl by podle teoretických předpovědí zachytit až několik desítek událostí ročně.
V únoru 2016 bylo oznámeno, že zařízení gravitační vlny zaznamenalo. Stalo se tak 14. září 2015 (GW150914), v době, kdy byl experiment ve fázi posledních zkoušek (oficiálně sběr vědeckých dat začal až o tři dny později). Zachycené gravitační vlny vznikly při srážce dvou černých děr, jejichž hmotnost se pohybovala kolem 30 a 35 Sluncí.
V době prvního běhu detektoru aLIGO (září 2015 až leden 2016) byly detekovány ještě další tři události. V červnu 2016 byla publikována analýza pozorování události z 26. prosince 2015 (GW151226), při které splynuly černé díry o hmotnostech 14,2 a 7,5 Sluncí. V červnu 2017 byla oznámena třetí detekce z ledna 2017 (GW170104).

### Spolupráce
Detektory Ligo úzce spolupracují s obdobným evropským detektorem Virgo, protože jen kombinací všech tří měření je možné určit místo na obloze, odkud gravitační vlny přišly. Prvním jejich společným záznamem byly 14. srpna 2017 vlny označované jako GW170814, které byly vyprodukovány srážkou dvou černých děr. O tři dny později následovala známější detekce GW170817, při níž byly poprvé zaznamenány vlny způsobené srážkou dvou neutronových hvězd – jevem označovaným jako kilonova.

## Budoucnost
Je navržena třetí generace gravitačního detektoru nazvaná Cosmic Explorer. Délka ramen by měla mít 40 km.